# Casa Pia AC
Der Casa Pia AC MH M (offiziell: Casa Pia Atlético Clube) ist ein Sportverein in der portugiesischen Hauptstadt Lissabon. Er wurde am 3. Juli 1920 für die Zöglinge der Bildungseinrichtung Casa Pia gegründet. Zahlreiche Spieler sind oder waren Schüler des Hauses.

## Geschichte
Die sportlichen Erfolge des Vereins liegen insbesondere in den ersten zwanzig Jahren seines Bestehens. Ein Jahr nach der Gründung gewann der Verein seine erste Stadtmeisterschaft von Lissabon und die Taça Associação. Im Juli desselben Jahres gewann Casa Pia noch die Taça 27 de Julho (dt. Pokal des 27. Juli) gegen den FC Porto mit 2:0, welches als inoffizielles Meisterschaftsspiel angesehen wurde.
Beim ersten Länderspiel der portugiesischen Nationalmannschaft am 18. Dezember 1921 gegen Spanien standen vier Spieler von Casa Pia im Aufgebot, darunter der Kapitän Cândido de Oliveira, sowie António Pinho, J. Maria Gralha und António Augusto Lopes. Trotzdem ging diese Partie mit 1:3 verloren.
| Saison  | Platz | Tore  | Punkte |
| ------- | ----- | ----- | ------ |
| 1938/39 | 8/8   | 12:56 | 02     |

1938 war man Gründungsmitglied der Primeira Divisão, der ersten offiziellen Meisterschaft im Ligamodus in Portugal, aufgrund der Qualifikation über die regionalen Turniere. Trotzdem beendete Casa Pia die Saison auf dem letzten Platz, nach nur einem Sieg (2:1-Heimsieg gegen den FC Barreirense) und 13 Niederlagen. Danach konnte sich der Verein – bis 2022 – nicht wieder für die erste Liga qualifizieren, was sich in der Ewigen Tabelle der Primeira Liga widerspiegelt, wo Casa Pia den letzten Platz belegt.
Nach der Saison 1964/65 schaffte Casa Pia den Aufstieg in die Segunda Divisão. Im selben Jahr ging der Verein in den USA auf Tour und wurde sogar vom Senat der Vereinigten Staaten empfangen.
Am Ende der Saison 2021/22 belegte Casa Pia den 2. Platz der Liga Portugal 2 und stieg damit erstmals seit der Saison 1938/39 wieder in die Primeira Divisão auf.

### Ehrungen
Am 27. Juli 1970 wurde dem Verein der portugiesische Verdienstorden mit dem Ehrenmitglied-Grad verliehen.

## Aktueller Kader 2024/25
Stand: 16. Juni 2025
| Nr.        | Nat.               | Name                 | Geburtstag | im Verein seit | Vertrag bis |
| Tor        | Tor                | Tor                  | Tor        | Tor            | Tor         |
| ---------- | ------------------ | -------------------- | ---------- | -------------- | ----------- |
| 01         | Costa Rica         | Patrick Sequeira     | 01.03.1999 | 2024           | 2027        |
| 22         | Portugal           | Daniel Azevedo       | 12.02.1998 | 2024           | 2025        |
| 33         | Angola             | Ricardo Batista      | 19.11.1986 | 2020           | 2026        |
| Abwehr     |                    |                      |            |                |             |
| 02         | Kamerun            | Duplexe Tchamba      | 10.07.1998 | 2023           | 2026        |
| 03         | Niederlande        | Ruben Kluivert       | 21.05.2001 | 2024           | 2027        |
| 04         | Portugal           | João Goulart         | 27.01.2000 | 2024           | 2027        |
| 05         | Portugal           | Leonardo Lelo        | 30.03.2000 | 2021           | 2025        |
| 06         | Portugal           | José Fonte           | 22.12.1983 | 2024           | 2025        |
| 11         | Portugal           | Tiago Dias           | 04.05.1998 | 2023           | 2025        |
| 12         | Frankreich         | Fahem Benaissa-Yahia | 29.04.2000 | 2024           | 2027        |
| 18         | Portugal           | André Geraldes       | 02.05.1991 | 2023           | 2027        |
| 23         | Angola             | Kaly                 | 27.11.2003 | 2025           | 2027        |
| 44         | Portugal           | Isaac Monteiro       | 04.03.2004 | 2022           | 2025        |
| 72         | Spanien            | Gaizka Larrazabal    | 17.12.1997 | 2023           | 2026        |
| Mittelfeld |                    |                      |            |                |             |
| 14         | Portugal           | Miguel Sousa         | 19.09.1998 | 2024           | 2027        |
| 17         | Portugal           | Rafael Brito         | 19.01.2002 | 2023           | 2026        |
| 24         | Komoren            | Iyad Mohamed         | 05.03.2001 | 2025           | 2027        |
| 80         | Brasilien          | Pablo Roberto        | 14.11.1999 | 2023           | 2026        |
| 89         | Bulgarien          | Andrian Kraew        | 14.02.1999 | 2024           | 2026        |
| Sturm      |                    |                      |            |                |             |
| 09         | Spanien            | Max Svensson         | 08.11.2001 | 2024           | 2027        |
| 13         | Vereinigte Staaten | Korede Osundina      | 13.02.2004 | 2025           | 2028        |
| 20         | Portugal           | Kiki Silva           | 14.02.1998 | 2023           | 2026        |
| 29         | Frankreich         | Jérémy Livolant      | 09.01.1998 | 2024           | 2027        |
| 37         | Portugal           | Samu                 | 15.09.2006 | 2023           | 2026        |
| 52         | Portugal           | Henrique Pereira     | 15.02.2002 | 2024           | 2025        |
| 88         | Brasilien          | Cauê                 | 16.11.2002 | 2025           | 2025        |
| 90         | Brasilien          | Cassiano             | 16.06.1989 | 2024           | 2026        |
| 99         | Guinea-Bissau      | Clau Mendes          | 08.12.2000 | 2024           | 2026        |

## Stadion
Von 1920 bis 1924 trug der Verein seine Spiele im Campo das Laranjeiras aus. Am 21. Dezember 1924 wurde das neue Stadion (Campo do Restelo) durch den portugiesischen Präsidenten Manuel Teixeira Gomes eingeweiht und mit zwei Spielen, der Ersten und der Jugendmannschaft, gegen Belenenses Lissabon eröffnet.
1940 wurde das Stadion dem Verein durch den Estado Novo enteignet. Denn auf dem Grundstück, auf dem das Stadion stand, sollte einige Zeit später die Exposição do Mundo Português (dt.: Ausstellung der Portugiesischen Welt) stattfinden. In den nächsten 14 Jahren wechselte der Verein einige Male das Stadion, bis am 29. August 1954 das Estádio Pina Manique mit Spielen gegen den FC Porto, Vitória Setúbal, Benfica Lissabon, Belenenses Lissabon und Atlético CP eröffnet.

## Spieler
- J. Maria Gralha (192?)
- António Augusto Lopes (192?)
- Cândido de Oliveira (1920–1926) Jugend,
- António Pinho (1920–1927)
- Silvestre Varela (2004–2005)
- Marvin Martins (2020–2021)
- Takahiro Kunimoto (2022)

## Abteilungen
Neben der Fußballabteilung führt Casa Pia noch folgende Abteilungen:
- Bergsteigen
- Hockey
- Fischen
- Futsal
- Gymnastik
- Ringen
- Tischtennis

## Hockey
Das Herrenteam gewann in der Saison 2017/18 erstmals den portugiesischen Meistertitel im Feldhockey und nimmt 2019 erstmals am Europapokal teil.
Erfolge Herren
- Portugiesischer Meister Feld: 2018
- Portugiesischer Meister Halle U 18: 2000